# Whatever It Takes (canción de Lifehouse)
«Whatever It Takes» es el segundo sencillo de la banda de rock alternativo Lifehouse de su álbum Who We Are.  La canción fue escrita por el cantante Lifehouse Jason Wade y productor musical estadounidense Jude Cole. Cuando se habla de la canción, Wade consideró que el mensaje de la canción ocupó de lo difícil que puede ser para estar en una relación. Fue lanzado por primera vez con el cuarto álbum de estudio de la banda Who We Are el 18 de junio de 2007 y luego fue solicitada a la corriente principal de radio el 13 de noviembre de 2007. 
"Whatever It Takes", recibió críticas positivas de los críticos que elogiaron el coro de la canción. Fue un éxito comercial en los Estados Unidos y trazó en el top 40 en varias listas en el país. El video musical de la canción se estrenó en Yahoo! Música el 15 de noviembre de 2007 y únicamente cuenta con vocalista Lifehouse Jason Wade y tiene el uso de pirotecnia en todo el vídeo.

## Video musical
El video musical, dirigido por Frank Borin, se estrenó en Yahoo! Música el 15 de noviembre de 2007. Más tarde ese día, también fue lanzado a iTunes para descarga digital. De acuerdo con el video detrás de las escenas, la canción cuenta con el uso de pirotecnia durante todo el vídeo. Cuando se le preguntó acerca de la idea detrás del video, dijo Wade, "Todo el concepto de este video y sólo cosas explotando y romper con mi rendimiento de la cámara, es casi como mi actuación está tratando de salvar una relación juntos Las imágenes de cosas rompiendo. y cayendo a pedazos;. es casi como el todo mundo destrozando a tu alrededor, pero usted está tratando de mantenerlo vivo.
El vídeo se centra exclusivamente en el cantante, Jason Wade, como el resto de los miembros de la banda no aparecen en el vídeo. El vídeo comienza mostrando Wade sentado solo en una cama, con fotos de él y su novia en la pared. Él procede a caminar alrededor de la casa, mientras que varias cosas en la habitación que está en comenzar a explotar a su alrededor, como la cama y las imágenes en el dormitorio, y diversos productos alimenticios y bebidas en la cocina. Cerca de las cosas finales comienzan va a la inversa, y todo lo que había explotado se puso de nuevo juntos. El video termina con Wade sentado en la cama con su novia ahora yacía junto a él.

## Posicionamiento
| Listas (2008)                       | Posición |
| ----------------------------------- | -------- |
| Estados Unidos (Billboard Hot 100)  | 33       |
| Estados Unidos (Adult Contemporary) | 10       |
| Estados Unidos (Adult Top 40)       | 3        |
| Estados Unidos (Mainstream Top 40)  | 17       |
| US Christian Songs (Billboard)      | 28       |